# Conselho nacional do Internato Médico
O Conselho Nacional do Internato Médico (CNIM) é o órgão técnico do internato médico responsável pela coordenação global do Internato Médico em Portugal, em colaboração com a Administração Central do Sistema de Saúde(ACSS), no âmbito da orientação global.
O CNIM é um órgão de consulta do membro do Governo responsável pela área da saúde.
O internato médico corresponde a um processo de formação médica, teórica e prática, que tem como objectivo habilitar o médico ao exercício da medicina ou ao exercício tecnicamente diferenciado numa determinada área de especialização, com a atribuição do correspondente grau de especialista.
Os órgãos de internato médico são órgãos de apoio técnico e de consulta aos organismos do Ministério da Saúde e estabelecimentos e serviços do Serviço Nacional de Saúde (SNS), nos domínios da concepção, do planeamento, da organização e do desenvolvimento do internato médico.

## Composição
O CNIM é composto pelos seguintes membros (Portaria nº 78/ 2018 de 16 de Março):
a) Presidentes das Comissões Regionais do Internato Médico, designadas por CRIM, do território continental e das Regiões Autónomas dos Açores e da Madeira;
b) Um elemento representante de cada uma das CRIM, eleito pela mesma;
c) Cinco Coordenadores de Medicina Geral e Familiar, designados por e de entre os Coordenadores dessa área de especialização;
d) Três Coordenadores de Saúde Pública, designados por e de entre os Coordenadores dessa área de especialização;
e) Coordenador nacional da especialidade de medicina legal, a indicar pelo Instituto Nacional de Medicina Legal e Ciências Forenses, I. P
f) Representante do Ministério da Defesa Nacional;
g) Três representantes da Ordem dos Médicos, sendo dois deles médicos especialistas e outro médico interno;
h) Três médicos especialistas, de reconhecido mérito na área da formação médica, a designar pelo Conselho Diretivo da ACSS, I. P.

## Articulação e funcionamento
O CNIM reúne, trimestralmente com a ACSS, I. P., para a análise conjunta de atividades relativas ao internato médico. Das reuniões são lavradas atas com menção da ordem de trabalhos e dos factos relevantes tratados. A ACSS, I. P., e o CNIM elaboram, em conjunto, relatório síntese das atividades prosseguidas e da avaliação do funcionamento e desenvolvimento do internato médico realizado no ano anterior, o qual é remetido ao membro do Governo responsável pela área da saúde até ao final do primeiro trimestre de cada ano civil.
O funcionamento do CNIM é garantido por uma comissão permanente constituída por alguns dos seus
membros, que assegure a representatividade das entidades referidas no n.º 2, do artigo anterior, em número não superior a 15.
O CNIM reúne mensalmente e extraordinariamente sempre que convocado pelo seu Presidente ou por solicitação do Conselho Diretivo da ACSS, I. P.
O CNIM pode deliberar constituir comissões ou grupos de trabalho, permanentes ou eventuais, para estudo e análise de assuntos específicos ou agilização de procedimentos.
Nas reuniões do CNIM, bem como nas comissões ou grupos de trabalho referidos no número anterior, podem participar outros profissionais ou entidades, a convite do seu Presidente ou mediante solicitação a este dirigida.

## Competências
Ao CNIM compete, nomeadamente:
a) Emitir parecer relativamente a propostas que venham a ser efetuadas sobre o internato médico;
b) Emitir parecer sobre propostas de criação ou de revisão dos programas de formação do internato médico;
c) Emitir parecer sobre a aplicação e eficácia dos programas de formação, propondo, junto da Ordem dos Médicos, quando necessário, alterações aos mesmos;
d) Emitir parecer sobre propostas da Ordem dos Médicos de definição ou revisão dos critérios a que deve obedecer a determinação de idoneidade e capacidade formativas das instituições, serviços e unidades de saúde para a realização do internato médico;
e) Apresentar propostas de harmonização dos critérios referidos no número anterior;
f) Elaborar, em caso de ausência de parecer da Ordem dos Médicos, proposta de definição de critérios de idoneidade, a submeter à ACSS, I. P., que propõe a sua aprovação pelo membro do Governo responsável pela área da saúde;
g) Emitir parecer, em caso de ausência de parecer da Ordem dos Médicos, sobre propostas de atribuição, revisão ou perda de idoneidade e fixação de capacidades formativas dos serviços e estabelecimentos de saúde e remetê-lo à ACSS, I. P., de modo a elaborar proposta de lista de serviços e estabelecimentos reconhecidos como idóneos, a submeter ao membro do Governo responsável pela área da saúde;
h) Emitir parecer sobre a proposta da Ordem dos Médicos de capacidades formativas por especialidade;
i) Intervir na avaliação final do internato médico;;
j) Emitir parecer sobre estudos relativos à formação médica;
k) Propor, em articulação com a Ordem dos Médicos, um conjunto de diretrizes para enquadramento da atividade de orientador da formação médica;
l) Elaborar conjuntamente com a ACSS, I. P., o plano anual de atividades em matéria de internato médico;
m) Propor ao Conselho Diretivo da ACSS, I. P., o que julgar conveniente em matérias relacionadas com o internato médico;
n) Gerir o processo de reafetações por perda de idoneidade formativa, nos casos em que o médico interno seja reafetado para uma instituição de saúde pertencente a uma ARS, I. P., diferente da sua instituição de acolhimento inicial;
o) Participar na conceção e funcionamento da plataforma eletrónica da gestão do internato médico.

## Presidentes e conselheiros
O CNIM é presidido por um dos seus membros, eleito em plenário.